# Raionul Volociîsk, Hmelnîțkîi
Volociîsk (în ucraineană Волочиський район, transliterat: Volociîskîi raion) este un raion în regiunea Hmelnîțkîi, Ucraina. Reședința sa este orașul Volocisk.

## Demografie
Componența lingvistică a raionului Volociîsk
     Ucraineană (98,46%)
     Rusă (1,32%)
     Alte limbi (0,09%)
Conform recensământului din 2001, majoritatea populației raionului Volociîsk era vorbitoare de ucraineană (98,46%), existând în minoritate și vorbitori de rusă (1,32%).